# آمرزش‌نامه صلیبی
در تاریخ کلیسای کاتولیک، آمرزش‌نامه صلیبی (انگلیسی: Crusade indulgence)، شامل هر نوع آمرزش‌نامه از جمله آمرزش و بخشیدن گناهان از طریق توبه و شرکت در جنگ‌های صلیبی بود. این مسئله نخستین بار در شورای کلرمون در ۲۷ نوامبر ۱۰۹۵ مطرح شد. براساس لامبرت آراس که شاهد این رویداد بود، بیان کرده‌است که «هرکس که در از جنگ مقدس نه کسب قدرت و ثروت عازم شرق برای آزادسازی اورشلم شود، کلیسا می‌تواند این سفر را جایگزیم سایر راه‌های توبه در نظر بگیرد». با این حال «مسئله اورشلیم» در این موضوع به مرور کمرنگ شد، این آمرزش‌نامه برای جنگ‌های صلیبی شمالی و جنگ صلیبی کاتاری نیز ارائه و مطرح شد.